# Ondulé (textilie)
Ondulé je textilie s vlnitým nebo žebrovitým povrchem, který vzniká s použitím zvláštní techniky tkaní. Výraz ondulé pochází z francouštiny, kde znamená vlnitý.

## Historie ondulé

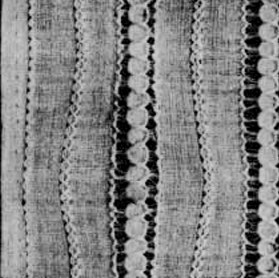
Osnovní ondulé (asi z roku 1905)

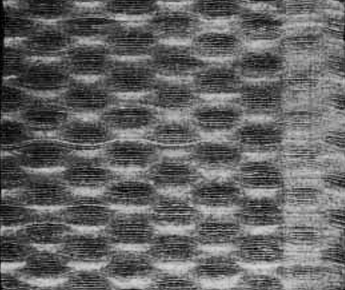
Útkové ondulé (ze začátku 20. století)

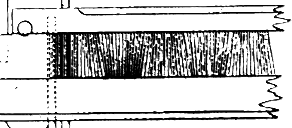
Schéma vějířového paprsku ke tkaní ondulé

Technika ondulé pochází od dávných civilizací. Do Evropy se dostala v době renesance nejdříve do Francie. Ve 30. letech 19. století se pokoušeli někteří podnikatelé v USA zavést výrobu ondulé v širším měřítku, pokus se však nezdařil, protože vysoké ceny tkaniny (odpovídající výrobním nákladům) byli ochotní zaplatit jen bohatí zákazníci. Ondulé tkaniny zůstaly až do 21. století luxusním zbožím, které nabízí k prodeji jen obchodní firmy s exkluzivním sortimentem jako Chanel, Gucci, Dior aj.

## Způsob výroby
Dva základní druhy, osnovní a útkové ondulé se od sebe liší vzhledem a technikou výroby.

### Osnovní ondulé
Pásy osnovních nití tvoří vlnovku tak, že se opakovaně roztahují a stahují. Zvlnění je řízeno postavením třtin v paprsku tkacího stroje do tvaru vějíře a vertikálním pohybem paprsku. Hustota zvlnění závisí na rychlosti průchodu nití  (viz snímek vpravo). 
Osnovní ondulé se vyrábělo asi do poloviny 20. století také v kombinaci s vyšíváním na speciálním tkacím stroji (lappet loom).

### Útkové ondulé
Třtiny paprsku jsou tvarované (podle požadovaného dráhy útkové niti) a uchycené  buďto ve vertikální poloze nebo ve tvaru písmen V nebo X. Paprsek se může (vedle normálního kývavého pohybu) střídavě zvedat a klesat vertikálním směrem (viz snímek vpravo). 

### Varianty ondulé
- Během 19. a na začátku 20. století bylo patentováno a konstruováno několikk variant tvorby zvlnění osnovy i útku. Např.: 
  - Paprsek s dvojnásobnou výškou, třtiny v dolní 1/3 ve tvaru V, horní 2/3 verikálně
  - Všechny třtiny jsou šikmo sazené ve tvaru V
  - Brdo ze dvou skupin listů,  4 zadní listy pevně spojené postaveny v různých výškách (různé napětí osnovních nití)[2]
- V české odborné literatuře jsou považovány za ondulé vlasové tkaniny ze živočišných materiálů upravené umělým zkadeřením.[3]

- Zátažné pleteniny na způsob ondulé se dají vyrábět na  okrouhlých i plochých strojích vazbou příčné vlny (např. na rubní straně se chytají očka několika celých řádků)

Osnovní pleteniny s příčnou vlnou se vyrábí podobným způsobem na dvoulůžkových rašlech.
- Vyšívané ondulé je napodobenina tkaných vln nebo žeber zhotovená zvláštní technikou vyšívání.[1]

- Lepené ondulé je způsob zušlechtění koberců. Na hotové koberce se lisuje ozubeným válcem vlákenné rouno nebo nitěná rohož povrstvená lepidlem, takže se na koberci tvoří řádky z vlákenných smotků nebo smyček.[5]